# Ковыль гигантский
Ковы́ль гига́нтский (лат. Stípa gigántea) — вид трав из рода Ковыль семейства Злаки (Poaceae) c вечнозелёными или полувечнозелёными листьями. Этот вид часто выращивают в садах в качестве декоративного растений.

## Описание
Ковыль гигантский — долгоживущее растение. Его узкие листья достигают в длину 80 см. Летом — прямостоячие стебли серебристого цвета с фиолетовыми цветками в виде щетинистой метёлки до 2 см длиной, которые сохраняются всю зиму, изменяя свой цвет на глубокий золотисто-коричневый. Обычно растёт в засушливых местах, морозоустойчив.

## Ареал
В природе растёт в центральной и южной частях Пиренейского полуострова и Северной Африке.